# Heinz Müller-Jung
Heinz Müller-Jung (eigentlich Heinrich Siegfried Paul Müller; * 30. März 1918 in Gudersleben; † 19. Februar 1986 in Göttingen) war ein deutscher Maler und Restaurator.

## Leben
Müller-Jung war der Sohn des Pastors Heinrich Max Müller und dessen Frau Erna, geb. Pabst. Er besuchte das Gymnasium in Sangerhausen und das Internat in Niesky. Ab 1936 studierte er an der Staatlichen Hochschule für Bildende Künste in Weimar, ab 1938 war er dort Meisterschüler von Hugo Gugg. Im Zweiten Weltkrieg war er als Soldat in Russland eingesetzt, wo er sich schwere Verwundungen zuzog; von 1945 bis 1946 war er in französischer Kriegsgefangenschaft. Anschließend arbeitete er bis 1954 als freischaffender Künstler in Waake. Seit 1954 war Müller-Jung als Kirchenmaler und Restaurator tätig. 1967 fand eine erste Einzelausstellung seiner Werke statt.
1971 zog Müller-Jung nach Göttingen, wo er sich ein Atelier und eine Restaurierungswerkstatt einrichtete. Er unternahm zahlreiche Reisen, gab Zeichenkurse an der Volkshochschule und war in der Anti-Atomkraft-Bewegung engagiert.
1977 war Müller-Jung Gründungsmitglied der Grünen Liste Umweltschutz (GLU), später Grüne Liste Göttingen (GLG), für die er von 1981 bis 1983 im Göttinger Stadtrat saß.
Heinz Müller-Jung war seit 1939 in erster Ehe mit der Sekretärin Anneliese Jung (1914–1985) verheiratet. Aus der Ehe gingen vier Kinder hervor. 1973 heiratete Müller-Jung in zweiter Ehe die Malerin Inge Matthies (1936–2007), aus der Ehe ging ein Kind hervor.